# Castalius melaena
Castalius melaena är en fjärilsart som beskrevs av Henry Trimen 1887. Castalius melaena ingår i släktet Castalius och familjen juvelvingar. Inga underarter finns listade i Catalogue of Life.